# 간전중앙로
간전중앙로(Ganjeonjungang-ro)는 구례군 토지면 동방천삼거리 와 구례군 간전면 효곡교차로 을 잇는 도로이다. 도로명칭은 간전면 중앙을 가로지르는 데에서 유래했다.

## 주요 경유지
전라남도
- 구례군 (토지면 . 간전면)

## 노선
| 이름            | 접속 노선                  | 소재지 | 소재지 | 비고 |
| --------------- | -------------------------- | ------ | ------ | ---- |
| 동방천삼거리    | 국도 제19호선 (섬진강대로) | 구례군 | 토지면 |      |
| (이름없음)      | 남도대교로                 | 구례군 | 간전면 |      |
| 간전교          |                            | 구례군 | 간전면 |      |
| 대평마을 교차로 | 수달생태로 간문대평1길     | 구례군 | 간전면 |      |
| (이름없음)      | 하만길                     | 구례군 | 간전면 |      |
| 수평교          |                            | 구례군 | 간전면 |      |
| 수내 교차로     | 수내길 삼산산정길          | 구례군 | 간전면 |      |
| (이름없음)      | 선창길                     | 구례군 | 간전면 |      |
| 효곡 교차로     | 황현로                     | 구례군 | 간전면 |      |
| 용지동길과 직결 |                            |        |        |      |

## 주요 건물 및 시설
- 섬진강어류생태관 (간전중앙로 47/양천리 815-12)
- 간문초등학교 (간전중앙로 164/간문리 220-1)
- 간전파출소 (간전중앙로 188/간문리 162-2)